# Друштво за српски језик и књижевност Србије
Друштво за српски језик и књижевност Србије је удржење које има за циљ неговање, очување и промоцију српског језика и књижевности у Србији и изван ње.

## Оснивање
Друштво за српски језик и књижевност је основано 1910. године, а његови оснивачи су били Александар Белић, Павле Поповић и Јован Скерлић. Рад је прекидан само за време ратова (1914-1919. и 1941-1946).

## Председници
Садашњи председник Друштва је Весна Ломпар, док је заменик Славко Петаковић – редовни професори на Филолошком факултету у Београду. Претходни председници били су: Јован Скерлић, Павле Поповић, Александар Белић, Михаило Стевановић, Драгољуб Павловић, Димитрије Вученов, Ђорђе Бајић, Слободан Марковић, Живојин Станојчић, Јован Деретић, Радоје Симић, Васо Милинчевић, Петар Пешут, Љубомир Поповић, Милорад Дешић, Душан Иванић, Вељко Брборић, Бошко Сувајџић, Александар Милановић и Зона Мркаљ.

## Издања
Друштво има своју издавачку делатност. Данас издаје бројне књиге истакнутих србиста два часописа: Књижевност и језик и Свет речи. Од 1956. дотадашњи назив часописа Књижевност и језик у школи (покренут 1953), се мења у садашњи Књижевност и језик. Од 1997. почиње да излази и средњошколски часопис Свет речи.

## Организација догађаја
Под покровитељством друштва одржавају се семинари за наставнике српског језика и књижевности (Републички зимски семинар, Ка савременој настави српског језика и књижевности, Савремени изазови наставе српског као завичајног језика), као и Такмичења из српског језика и језичке културе и Књижевна олимпијада за ученике основних и средњих школа на школском, општинском, окружном и републичком нивоу од 1990. и такмичења литерарних дружина и секција основних и средњих школа Србије и такмичења лингвистичких секција основних и средњих школа Србије. Од 2022. године Друштво је заједно са Катедром за српски језик са јужнословенским језицима Филолошког факултета у Београду оснивач и организатор манифестације Март, месец српског језика у оквиру које је спроведен низ научно-популарних предавања о српском језику, радионице намењене ученицима, чији су аутори и реализатори студенти Катедре за српски језик, као и такмичење за најлепшу реч српског језика. Најлепшом речју српског језика 2022. је проглашена реч праскозорје, a 2023. године реч "исцељење". 